# Norština
Norština (norsk [nɔʂːk]) je severogermánský jazyk, kterým hovoří Norové. Je úředním jazykem v Norsku (5 mil. obyvatel v roce 2017). Je vzájemně srozumitelná s dánštinou a švédštinou.
Základem pro vznik norštiny byla v 1. tisíciletí stará severština. Během dánské nadvlády, trvající více než 400 let, ovlivňovala dánština především jazyk obyvatelstva měst a vzdělaných vrstev. Venkovské obyvatelstvo však hovořilo nářečími zachovávajícími staronorské prvky. Tento historický vývoj podmínil vznik specifické jazykové situace, kdy vedle sebe existují dvě rovnoprávné spisovné formy norského jazyka – v současnosti nazývané bokmål [ˈbuːkˌmɔːl] a nynorsk [ˈnyːˌnɔʂːk].
Pro zápis norštiny se používá latinka doplněná o znaky æ, ø a å. Mluvnice je oproti původní staré severštině značně zjednodušená, současná norština má redukovanou flexi, což jí dává převažující charakter analytického jazyka. Určitý člen je postpozitivní. Slovosled je pevný, převážně typu SVO. Pro výslovnost je charakteristický melodický přízvuk spojený s dvojí intonací a dlouhé souhlásky (v přízvučných slabikách podle principu komplementarity délky).

## Klasifikace
Norština je indoevropský jazyk, který patří do severogermánské větve germánských jazyků. Nynorsk spolu s faerštinou a islandštinou se řadí mezi západoskandinávské jazyky, zatímco dánština a švédština se řadí mezi východoskandinávské. Bokmål svým charakterem leží mezi těmito dvěma skupinami. Jeho konzervativní forma, riksmål, vycházející z dánštiny, se řadí k východní větvi. Toto rozdělení vyplývá z fonologických rozdílů, které mají základ již v době nářečního štěpení staré severštiny.
Jiné rozdělení řadí norštinu spolu s dánštinou a švédštinou mezi kontinentální skandinávské jazyky, které mají v současnosti charakter analytických jazyků. Ostrovní skandinávské jazyky (faerština, islandština) si uchovaly charakter flektivních jazyků.

## Rozšíření
V Norsku, kde je úředním jazykem, je norština mateřským jazykem asi 95 % z celkem 4,7 miliónu obyvatel. Kromě toho je používána norskými menšinami v sousedních zemích, ve Spojených státech a Kanadě. Počet mluvčích v zahraničí je odhadován na několik set tisíc. Norština je srozumitelná dánským i švédským mluvčím. Norové obvykle dobře rozumějí dánským textům, mluvená dánština jim však může činit potíže. Mluvená švédština je pro ně srozumitelnější.

## Historie
Historie norštiny se obvykle člení do těchto období:
- stará norština 700–1350
- střední norština 1350–1525
- moderní norština 1525–současnost

Norština se vyvinula ze staré severštiny (norrønt), kterou se hovořilo ve Skandinávii přibližně v letech 200–800. Nejstarší období je též nazýváno jako praseverské (urnordisk). V 9. století se stará severština začala rozlišovat na západní (Norsko, Island) a východní (Švédsko, Dánsko).

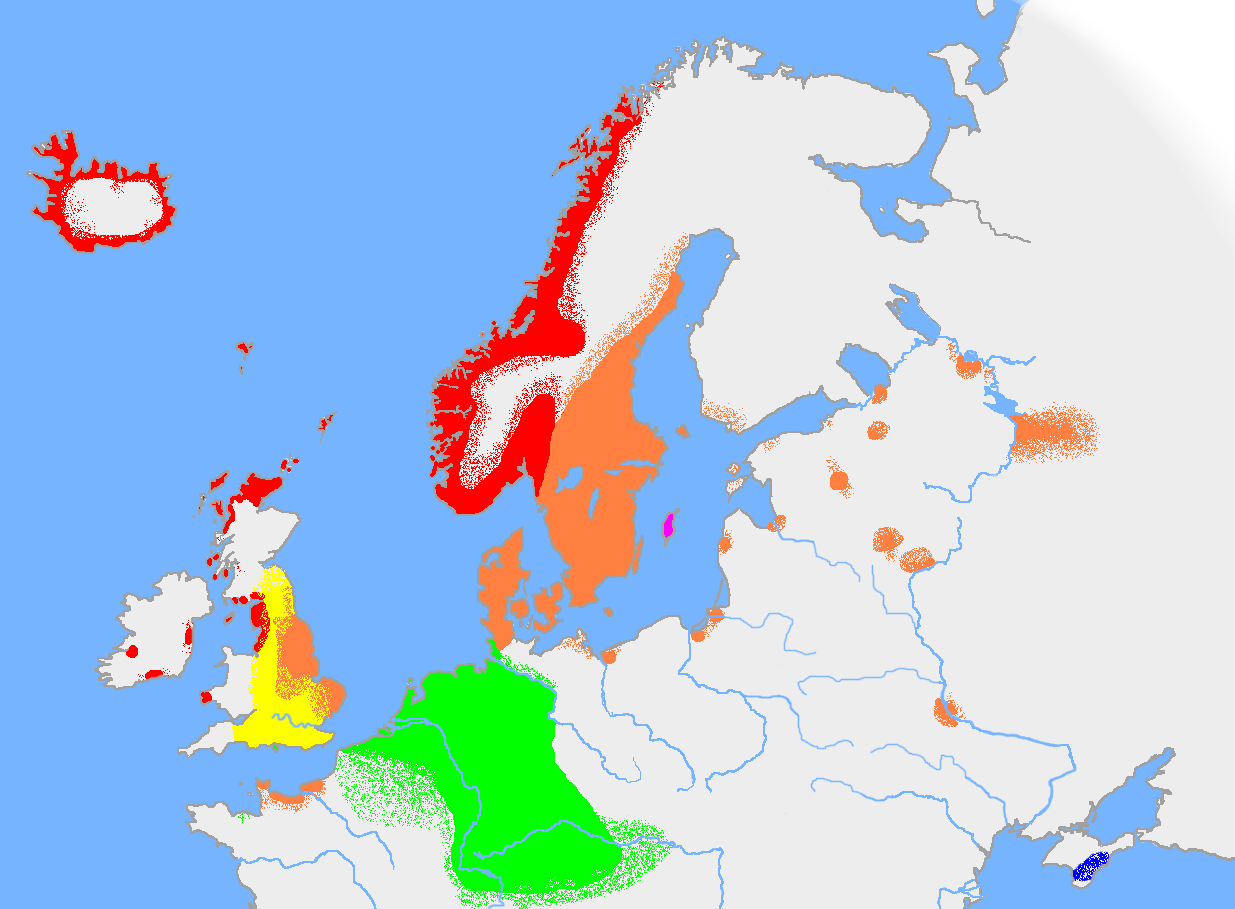
Stav začátkem 10. století
nářečí západní staré severštiny
nářečí východní staré severštiny
stará gotlandština
stará angličtina
krymská gótština
ostatní germánské jazyky

Východní stará severština se od západní odlišila rozdílným vývojem dvojhlásek a samohlásek. Stará severština se v tomto období zapisovala runovým písmem. Latinka se do Norska dostala až v 11. století. V období trvajícím přibližně do roku 1350 se hovoří o staré norštině (gammalnorsk). Ta byla na rozdíl od současné norštiny flektivním jazykem, vyznačovala se systémem 4 pádů a rozlišovala osobu a číslo u sloves.
Období mezi roky 1350 a 1525 se označuje jako středonorské (mellomnorsk). V té době došlo ke zjednodušení morfologie, norština nabyla charakter analytického jazyka. Roku 1397 přešlo Norsko pod dánskou nadvládu. Hlavním jazykem Norska se stala příbuzná dánština, která postupně vytlačila norštinu ze všech oblastí úředního jednání. Ve městech vznikala nářečí, v nichž převažovala dánská slovní zásoba a morfologie a zároveň norská fonetika a syntax. Na venkově se mluvilo nářečími, která byla výsledkem vývoje staré norštiny.
Po osamostatnění Norska a jeho následném připojení ke Švédsku roku 1814 se nadále používala dánština jako úřední jazyk. Vznikly však dva názorové proudy usilující o vytvoření spisovného norského jazyka. Henrik Wergeland a jeho kolegové seskupení kolem časopisu Statsborgeren začali obměňovat slovní zásobu a pravopis dánštiny a přizpůsobovat je norským zvyklostem. Podle dialektu, kterým se hovořilo v Kristiánii (dnešní Oslo) byl roku 1852 vytvořen spisovný jazyk dánsko-norský, od roku 1890 nazývaný riksmål (říšský, státní jazyk).
Druhý proud usiloval o návrat ke staronorským kořenům. Ivar Aasen studoval norská nářečí a na základě svých výzkumů vytvořil základy landsmålu (zemský jazyk), který byl jako spisovný jazyk používán od roku 1853 a jako druhý úřední jazyk uznán v roce 1885.
Roku 1929 byly přijaty nové názvy těchto dvou jazykových forem, landsmål byl přejmenován na nynorsk a upravený riksmål na bokmål. Riksmål zůstává ve své podobě jako neoficiální, ale používaná forma. Neoficiální konzervativní forma nové norštiny se nazývá høgnorsk (vysoká norština).

## Slovní zásoba

Mapa Norska s vyznačením obcí, kde se jako úřední jazyk používá (2007):
bokmål
nynorsk
neutrální

Norská slovní zásoba je převážně germánského původu. Od 15. do začátku 20. století byla cizí slova do norštiny přejímána především prostřednictvím dánštiny – z latiny, řečtiny, němčiny a dalších jazyků. Od 40. let 20. století přejala norština mnoho slov zejména z angličtiny. Některé výpůjčky byly přejaty v cizí podobě, jiné jsou doslovnými překlady (kalky). U mnohých dánských slov byly původní přípony nahrazeny norskými. V rámci jazykových reforem pak byla mnohdy částečně změněna hlásková podoba těchto slov. Bokmål je přejímání cizích slov více otevřený než „purističtější“ nová norština.

## Spisovná norština
V důsledku výše uvedeného historického vývoje má norština dvě spisovné varianty – bokmål („knižní řeč“) a nynorsk („nová norština“). Obě varianty jsou podle zákona rovnocenné. Jednotlivé obce si volí, která z variant bude užívána při úředním styku – v roce 2006 používalo 160 obcí bokmål, 115 nynorsk a 156 bylo neutrálních. Rodiče žáků rovněž hlasují o tom, která varianta bude vyučovacím jazykem v dané škole. Druhý jazyk je pak vyučován jako povinný předmět. Bokmål dnes převažuje v používání norštiny nad novou norštinou a nad riksmålem, který je někdy používán jako konzervativní forma bokmålu. V roce 1971 používalo novou norštinu jako hlavní psanou formu 30 % obyvatel Norska. V roce 2003 vyšlo v Norsku 4652 knih a v nové norštině jich bylo vydáno 460.
Ačkoliv oba spisovné jazyky byly několikrát reformovány s cílem sblížení a vytvoření jednotné obecné norštiny (samnorsk), tato snaha dosud nebyla úspěšná. V případě landsmålu/nové norštiny, jež původně vycházela ze západonorských nářečí, šlo o sblížení s nářečími východního Norska. Reformy riksmålu/bokmålu, který je více vzdálený hovorové norštině, měly tento jazyk přiblížit nové norštině. Byly zavedeny tzv. „radikální tvary“, vycházející z nářečních prvků, nebyly však všeobecně přijaty, velká část uživatelů dává i nadále přednost tvarům konzervativním. Poslední reforma se uskutečnila v roce 2005. Plně „rehabilitovala“ starší tvary bokmålu oproti tvarům radikálním. (Viz též gramatika.)

## Nářečí

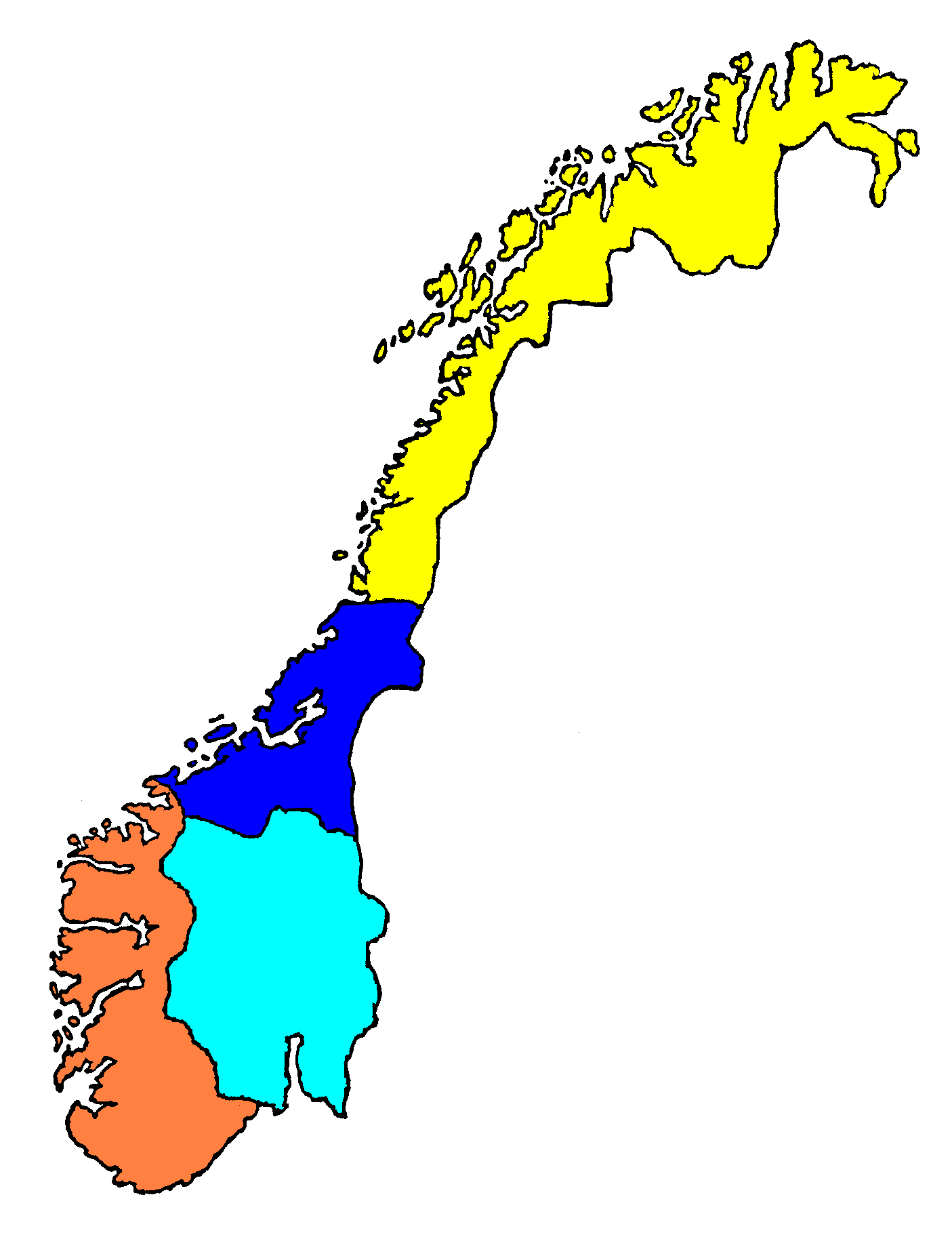
Mapa norských nářečí
západonorská
severonorská
východonorská
trøndelagská

Norská nářečí se dělí do dvou skupin:
- východonorská nářečí (østnorsk), kam patří i skupina nářečí Trøndelagu (trøndsk), a
- západonorská nářečí (vestnorsk), ke kterým náleží i skupina severonorská (nordnorsk).

Některá nářečí jsou vzájemně tak odlišná, že nemusí být pro obyvatele jiných oblastí dobře srozumitelná.
Východonorská nářečí mají následující rysy, kterými se liší od západonorských:
- Pravidlo rovnováhy: Ve dvouslabičných slovech, jejichž první slabika byla ve staré norštině dlouhá, došlo k redukci druhé slabiky, v Trøndelagu zcela zanikla. U slov s historicky krátkou první slabikou k této redukci/zániku nedošlo. Např. v tvarech infinitivu (tzv. „rozštěpený“ infinitiv; viz Gramatika): kaste [-ɘ] < kasta (házet) vs. lesa (číst).
- Tzv. „tlusté l“ [ɽ] – zvláštní hláska, poziční varianta (alofon) /l/, vzniklá z původní skupiny /rð/.

Nářeční nebo nářečně zabarvená mluva se často používá v rozhlase, literatuře, divadle apod. Existují literární díla psaná dialektem.

## Abeceda a pravopis
Norská abeceda má 29 písmen:
| A a | B b | C c | D d | E e | F f | G g | H h       | I i | J j     | K k  | L l | M m | N n | O o |
| --- | --- | --- | --- | --- | --- | --- | --------- | --- | ------- | ---- | --- | --- | --- | --- |
| a   | be  | ce  | de  | e   | eff | ge  | hå        | i   | je/jodd | kå   | ell | em  | enn | o   |
| P p | Q q | R r | S s | T t | U u | V v | W w       | X x | Y y     | Z z  | Æ æ | Ø ø | Å å |     |
| pe  | ku  | err | ess | te  | u   | ve  | dobbeltve | eks | y       | zett | æ   | ø   | å   |     |

K zápisu norštiny se používá latinka, doplněná o 3 dodatečná písmena. Písmeno Å (å) bylo do norské abecedy zavedeno teprve roku 1917 a nahradilo do té doby používané Aa (aa). Dřívější spojení písmen aa se ještě stále vyskytuje ve jménech a ve starých dokumentech. Ve slovnících se aa řadí stejně jako å až na konec.
Norská abeceda se liší od švédské, ale shoduje se s dánskou. Švédská abeceda totiž používá Ä (ä) místo Æ (æ) a Ö (ö) místo Ø (ø). Také pořadí posledních tří písmen je ve švédské abecedě jiné (Å, Ä, Ö).
Norský pravopis je v principu fonologický, tj. jedné hlásce (fonému) zpravidla odpovídá v písmu jediný znak. Zachovává však mnoho historických prvků (např. psaní skupin dj [j], hj [j], hv [v], různý způsob psaní téže hlásky jako v případě sj, sk, skj [ʃ], relativně velké množství výjimek apod.). Používá mnohé spřežky. (Viz výše.)

## Výslovnost
Norština má poměrně bohatý systém samohlásek – 9 krátkých, 9 dlouhých a 6 dvojhlásek. Souhláskových fonémů je 18. V přízvučných slabikách, které jsou vždy dlouhé, se vyskytují dlouhé souhlásky. Dlouze se vyslovuje souhláska, která je v písmu zdvojená, nebo první ze skupiny souhlásek na konci přízvučné slabiky. Buď je dlouhá samohláska následována krátkou nebo žádnou souhláskou, nebo po krátké samohlásce následuje dlouhá souhláska (tzv. pravidlo komplementarity délky či slabičná rovnováha; například tak [ˈtɑːk] – střecha, takk [ˈtɑkː] – děkuji). Nepřízvučné slabiky jsou vždy krátké, tj. obsahují pouze krátké samohlásky i souhlásky. Je pro ně též charakteristická redukovaná výslovnost /e/ jako [ɘ] (např. bakke [ˈbɑkːə] – kopec).
Ve skupinách /rd, rl, rn, rs, rt/ obvykle zaniká /r/ a následující souhláska se vyslovuje jako retroflexní [ɖ, ɭ, ɳ, ʂ, ʈ] (nejde o samostatné fonémy). K této asimilaci dochází i na hranici slov.
| Samohlásky krátké | ɑ æ ɛ ø ɪ ʏ ɔ ʊ ʉ                   |
| Samohlásky dlouhé | ɑː æː eː øː iː yː ɔː uː ʉː          |
| Dvojhlásky        | ɛɪ/æɪ øʏ æʉ ɑɪ ɔy ʉɪ                |
| Souhlásky         | b p d t g k v f s ʃ ç j h m n ŋ l r |

Jako ve všech germánských jazycích se ustálil hlavní přízvuk na kmenové slabice (obvykle první). Stejně jako švédština má i norština melodický přízvuk, který je dvojí. Přízvuk se pojí s intonací a označuje se jako přízvuk I a přízvuk II (resp. akcent I a akcent II). Slova s přízvukem I mají klesavou intonaci (tzv. 1. intonace). Přízvuk II mohou mít jen slova nejméně dvouslabičná. Intonace u těchto slov na přízvučné slabice klesá, následující slabika je však vyslovena s tónem vyšším (tzv. 2. intonace). Melodický přízvuk je charakteristickým rysem norské prozódie („zpěv“). Pravidla pro používání přízvuku I a II jsou komplikovaná a mají velké množství výjimek. Použití se rovněž liší i v jednotlivých regionech.

## Gramatika
Norská mluvnice vychází z podobných principů jako mluvnice ostatních germánských jazyků. Pro její pochopení je výhodou znalost jiného germánského jazyka, např. angličtiny nebo němčiny. Minimální flexe dává současné norštině převažující charakter analytického jazyka.
Existují určité rozdíly mezi bokmålem a novou norštinou. Mluvnice bokmålu je značně ovlivněna dánštinou, nová norština je bližší živým nářečím. Pravopisné reformy zavedly v bokmålu tzv. radikální tvary, které měly napomoci sblížení s novou norštinou. Mnoho mluvčích však stále dává spíše přednost konzervativním tvarům.
Jsou-li dále uvedeny dva tvary, druhý tvar za lomítkem se používá v nové norštině.
Slovní druhy
Tradičně se v norštině rozlišují následující slovní druhy: podstatná jména, přídavná jména, zájmena, determinanty (tj. číslovky, ukazovací a přivlastňovací zájmena, členy), slovesa, příslovce, předložky, spojky souřadicí (konjunkce), spojky podřadicí (subjunkce) a citoslovce.
Jmenný rod
Nová norština i většina nářečí rozlišuje rod mužský, ženský a střední. V riksmålu tvary ženského rodu zanikly a byly nahrazeny tvary rodu mužského – vytvořily tak podobně jako v dánštině a švédštině společný rod (utrum). Pravopisné reformy zavedly v rámci sblížení obou spisovných norem do bokmålu opět tvary ženského rodu, které však nebyly všeobecně přijaty. Mnoho mluvčích je považuje za vulgární a téměř je nepoužívá.
Člen
Podstatná jména jsou obvykle determinována členem, který je dvojí:
- neurčitý: en/ein (mužský rod), ei (ženský rod), et/eit (střední rod); používá se pouze v jednotném čísle;
- určitý: tzv. postpozitivní – v jednotném čísle -en (mužský rod), -a (ženský rod), -et (střední rod), v množném čísle -ne, -a. Ve spojení s přídavnými jmény navíc předchází ještě volný určitý člen – den (m., ž.), det (stř.), de [diː]/dei (mn.) – jméno je tak determinováno dvakrát. V bokmålu však v některých případech odpadá připojený člen (zejména u abstrakt a vlastních jmen).

Podstatná jména
Z původního systému 4 pádů se zachoval nominativ a genitiv (zakončení -s; např. Peters auto, Petrovo auto), který má funkci výlučně přivlastňovací. V ostatních případech je podstatné jméno ve tvaru nominativu. K vyjádření větných vztahů používá předložky. V hovorovém jazyce se tvary genitivu používají zřídka. Místo toho je upřednostňováno opisné vyjádření.
U všech podstatných jmen ženského rodu se v bokmålu mohou používat i tvary mužského rodu, např. hånda i hånden, (ta) ruka.
Přídavná jména

Přídavná jména mají dvojí typ skloňování:
- silné (obvykle se členem určitým) – jednotné zakončení -e, např. det store huset, (ten) velký dům;
- slabé (v ostatních případech) – ve středním rodě jednotného čísla přibírá koncovku -t (zároveň se používá i ve funkci příslovce, např. godt, dobré, dobře), v množném čísle obou rodů -e, např. et stort hus, (nějaký) velký dům, husene er store, (ty) domy jsou velké.

Číslovky
Základní číslovky jsou nesklonné s výjimkou číslovky 1 (én, ett/ein, ei, eit). V 50. letech 20. století byl úředně zaveden způsob počítání v pořadí desítky–jednotky (femtifem, padesát pět), běžně se však používá tradiční obrácené pořadí (femogfemti, pětapadesát). Řadové číslovky od 7. výše se tvoří příponou -ende/-ande (sjuende/sjuande, sedmý).
Slovesa
Systém sloves má, stejně jako i v ostatních germánských jazycích, jednoduché tvary v přítomném a minulém čase. Ostatní časy se tvoří pomocnými slovesy. Slovesa se neobejdou bez osobních zájmen, protože pozbyla skoro všech odlišujících osobních koncovek. V přítomném čase se zachovala pouze koncovka -r.
V infinitivu má většina sloves koncovku -e (v nové norštině též -a – používání obou zakončení se označuje jako tzv. „rozštěpený“ infinitiv, kløvd infinitiv, např. kaste/kasta, házet), některá slovesa končí na jinou samohlásku. Infinitiv je často používán s částicí å (např. det er mulig å gjøre, je možné to udělat).
Trpný rod se obvykle tvoří opisně pomocí slovesa bli (stát se) a příčestí trpného. Druhý způsob je pomocí koncovky -s, např. det må gjøres, to se musí udělat. Na rozdíl od švédštiny, kde je tento způsob běžný, se v norštině používá omezeně a pouze v infinitivu a přítomném čase.
Jako všechny germánské jazyky rozlišuje i norština slabá a silná slovesa. Silná slovesa mají v minulém čase a příčestí trpném přehlásku, např. synge – sang – sunget, zpívat.
Syntax
Norština má pevný slovosled typu SVO (podmět (S) – přísudek (V) – předmět (O)), sloveso v určitém tvaru stojí zpravidla na druhém místě ve větě. Otázka se obvykle tvoří přehozením přísudku s podmětem. Inverzní slovosled bývá v hlavní větě, pokud je na prvním místě jiný větný člen než podmět.
V norské větě zpravidla bývá jediný záporný výraz (např. jeg har ingenting, [ne]mám nic). Zápor sloves se tvoří částicí ikke/ikkje, která obvykle stojí za slovesem (např. jeg gjør ikke, nedělám).
Přívlastky vyjádřené přídavnými jmény, číslovkami, ukazovacími zájmeny a genitivem stojí před podstatným jménem. Zvláštností norské syntaxe (oproti jiným germánským jazykům) je obvyklé postavení přivlastňovacích zájmen za podstatnými jmény, např. faren min = min far, můj otec (podstatné jméno přibírá navíc určitý člen).
Zdvořilé oslovení
V norštině existuje zdvořilé onikání, tedy oslovení pomocí zájmena De (oni). V současnosti je však dosti neobvyklé, Norové si běžně tykají. Oslovení du (ty) se používá i mezi zcela neznámými lidmi.

## Jazykové instituce
Poradním orgánem norské vlády ve věcech týkajících se norského jazyka a jazykového plánování je Jazyková rada (Språkrådet; do roku 2005 byl oficiální název Norsk språkråd, Norská jazyková rada). Jejím cílem je ochrana kulturního dědictví mluveného i psaného jazyka. Rada vyvíjí aktivity ke zvýšení znalostí norštiny a její historie, podporuje toleranci a vzájemný respekt mezi všemi uživateli norštiny v jejích různých varietách a chrání práva všech občanů s ohledem na užívání norštiny. Rada poskytuje poradenství ve věcech týkajících se norštiny, především používání ve školách, sdělovacích prostředcích a na úřadech, předkládá prohlášení o zásadách kodifikace spisovného jazyka a místních jmen. Dále předkládá návrhy jazykových právních norem, poskytuje poradenství pro veřejnost a podílí se na spolupráci severských zemí při jazykové kultivaci.
Jazyková rada byla ustavena zákonem z roku 1972 a spadá pod norské ministerstvo kultury a církví. Čtvrtletně vydává časopis Språknytt (Jazykové noviny).

## Možnosti studia norštiny v Česku
Norštinu je v Česku možné studovat na některých vysokých školách (Filozofická fakulta Univerzity Karlovy (Praha), Filozofická fakulta Masarykovy univerzity (Brno), Univerzita Palackého v Olomouci) a jako volitelný předmět Filozofická fakulta Univerzity Pardubice. Obory nejsou otvírány pravidelně každý rok. Studium norštiny nabízejí též některé soukromé jazykové školy a lektoři.

## Příklady
Níže je uvedeno několik vět, na kterých jsou ukázány rozdíly mezi bokmål a nynorsk, ve srovnání s tradiční formou riksmål (nejpodobnější dánštině) a dánštinou samotnou:
| název    | Fráze                 | Fráze                | Fráze              | Fráze                                              |
| název    | Pocházím z Norska.    | Jak se (on) jmenuje? | Toto je kůň.       | Duha má mnoho barev.                               |
| -------- | --------------------- | -------------------- | ------------------ | -------------------------------------------------- |
| Bokmål   | Jeg kommer fra Norge. | Hva heter han?       | Dette er en hest.  | Regnbuen har mange farger.                         |
| Riksmål  | Jeg kommer fra Norge. | Hva heter han?       | Dette er en hest.  | Regnbuen har mange farver.                         |
| Dánština | Jeg kommer fra Norge. | Hvad hedder han?     | Dette er en hest.  | Regnbuen har mange farver.                         |
| Nynorsk  | Eg kjem frå Noreg.    | Kva heiter han?      | Dette er ein hest. | Regnbogen har mange fargar.                        |
| Høgnorsk | Eg kjem frå Noreg.    | Kva heiter han?      | Dette er ein hest. | Regnbogen hev mange fargar. Regnbogen er manglìta. |

### Zvuková ukázka
Ja, vi elsker dette landet [jɑː, viː ɛlːskər dɛtːə lɑnːɘ] – Ano, milujeme tuto zemi (název norské hymny)

### Číslovky
| Norsky    | Česky |
| en        | jedna |
| to        | dva   |
| tre       | tři   |
| fire      | čtyři |
| fem       | pět   |
| seks      | šest  |
| sju / syv | sedm  |
| åtte      | osm   |
| ni        | devět |
| ti        | deset |

## Vzorový text

### Všeobecná deklarace lidských práv
Pro srovnání uvádíme i švédský a dánský text.
| bokmål  | Alle mennesker er født frie og med samme menneskeverd og menneskerettigheter. De er utstyrt med fornuft og samvittighet og bør handle mot hverandre i brorskapets ånd. |
| nynorsk | Alle menneske er fødde til fridom og med same menneskeverd og menneskerettar. Dei har fått fornuft og samvit og skal leve med kvarandre som brør.                      |
| švédsky | Alla människor är födda fria och lika i värde och rättigheter. De har utrustats med förnuft och samvete och bör handla gentemot varandra i en anda av gemenskap.       |
| dánsky  | Alle mennesker er født frie og lige i værdighed og rettigheder. De er udstyret med fornuft og samvittighed, og de bør handle mod hverandre i en broderskabets ånd.     |
| česky   | Všichni lidé se rodí svobodní a sobě rovní co do důstojnosti a práv. Jsou nadáni rozumem a svědomím a mají spolu jednat v duchu bratrství.                             |

#### Učebnice
- MIKOLÁŠKOVÁ, Lucie; ŠVEJDOVÁ-PINKASOVÁ, Ivana; WINKLEROVÁ, Klára. Norština (nejen) pro samouky. 1. vyd. [Voznice]: Leda, 2007. 408, 136 s., klíč a slovník, 2 CD-ROM. ISBN 978-80-7335-079-6.
- NEFZAOUI, Sissel; VRBOVÁ, Jarka. Učebnice norštiny. 1. vyd. Praha: Karolinum, 1999. 132 s. ISBN 80-7184-754-2.